# 圣阿马鲁 (索西尔)
圣阿马鲁（葡萄牙語：Santo Amaro）是葡萄牙波塔莱格雷区索西尔的一个堂区。总面积39.51平方公里，总人口706人，人口密度17.9人/平方公里。